# Xarxa

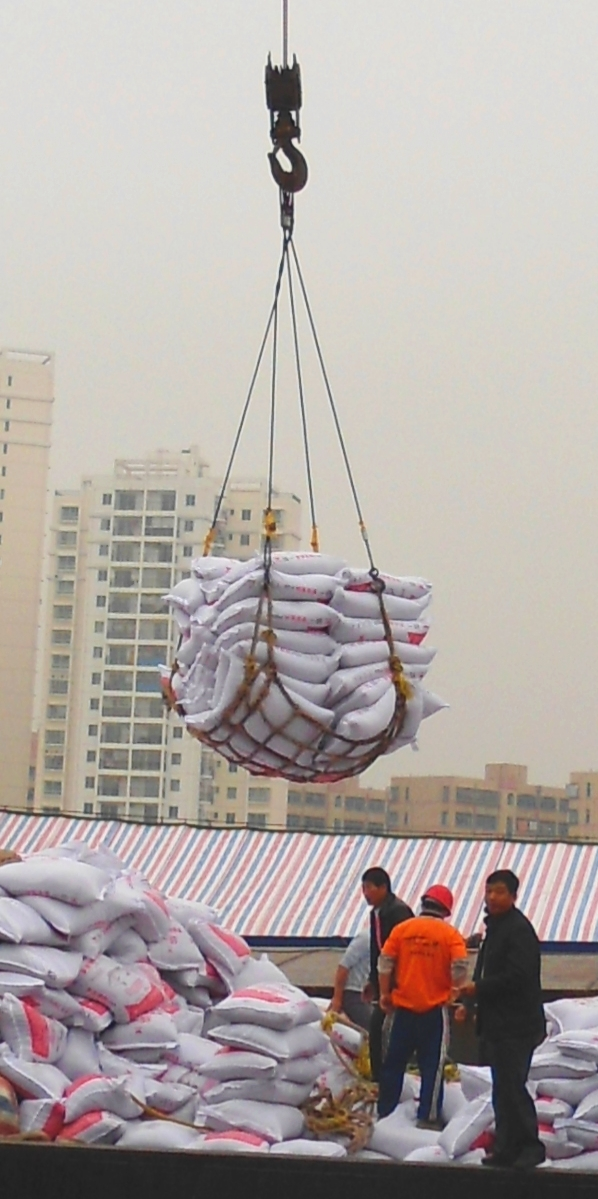
Una xarxa de càrrega que s'utilitza per descarregar sacs d'un vaixell al nou port de Haikou, a Hainan, Xina

Una xarxa és una eina consistent en una estructura de malla formada per cordes, fils o filferros que tenen un llaç o un nus en les seves interseccions. Com a resultat, genera un teixit o superfície sòlida amb grans espais oberts entre els fils.
La principal característica de la xarxa és la capacitat de retenir objectes sòlids segons la seva mida mentre que permet el pas de fluids o altres objectes més petits que la pròpia malla. Ateses les seves característiques de resistència i versatilitat, així com els materials i les tècniques de fabricació que l'envolten, és un instrument que ha tingut un llarg recorregut per la historiografia humana i se'l considera sovint un element etnològic molt vinculat i descriptiu de cada cultura i civilització. De fet, les xarxes estan documentades des d'aproximadament el 8000 aC.
Tradicionalment, s'han fet servir teixits animals o vegetals, generalment ja entrellaçats formant cordes, encara que actualment s'utilitzen també teixits sintètics com el niló o metalls com l'acer quan es necessita que aguanti esforços molt més grans.
Per analogia del seu ús estès en diversos àmbits de treball des de la prehistòria, el concepte d'entrecreuament que evoca ha romàs en moltes expressions de la tradició oral, ha tingut un gran impacte en la generació d'expressions lingüístiques de noves necessitats i tecnologies. També s'ha vist que és una de les disposicions físiques naturals de les estructures en l'escala molecular. És el cas, especialment en l'àmbit modern i contemporani, de les xarxes ferroviàries, les xarxes semàntiques, les xarxes elèctriques, les xarxes de televisió, informàtiques o telefòniques, les xarxes socials i neuronals, les xarxes ciutadanes o fins i tot les xarxes ambientals i tròfiques.

## Història

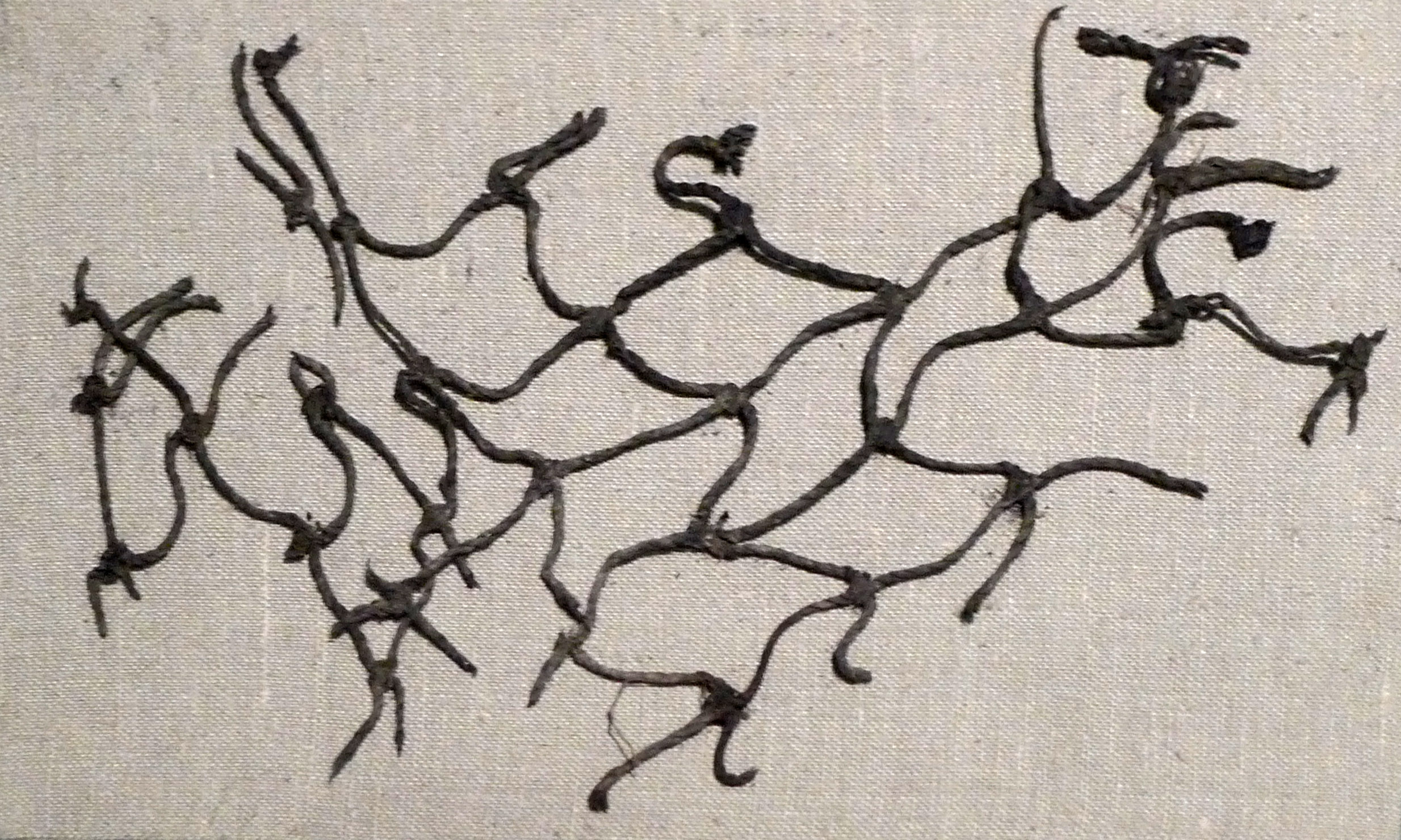
Un fragment de xarxa de pesca neolítica exposada al Museu Històric de Berna (Suïssa)

Les xarxes més antigues que s'han trobat a la Terra són de l'època mesolítica, tot i que s'hipotetitza que podrien haver existit des de l'era del Paleolític superior. Malgrat que des de l'arqueologia i l'antropologia es considera que són una eina d'origen molt primitiu, les xarxes eren inicialment fetes de materials molt peribles i, per tant, de descomposició ràpida i amb molt poc registre arqueològic. Tanmateix, se n'han trobat alguns exemplars excepcionals gràcies a la seva preservació en gel o en aiguamolls, com ara la xarxa d'Antrea, descoberta l'any 2013 en aquesta població finesa homònima (avui dia, la ciutat russa de Kamennogorsk) i que s'estima de l'any 8540 aC.
Per altra banda, també hi ha evidències de l'existència de xarxes des de l'antigor gràcies a la seva sobreimpressió en argiles o mitjançant la troballa i datació cronològica de plomades que s'han descobert a la Mediterrània, la mar Roja, o les costes de l'oceà Pacífic que envolten la Xina, el Japó i Corea.

### Etimologia
Pel que fa a la seva etimologia, el mot «xarxa» en català és un mot de característiques simples i molt sufixat, de manera que ha estat molt emprat en la creació de nous neologismes semàntics i expressions lingüístiques. És a dir, que el significat del nou mot guarda una relació d'analogia (semblança) molt significativa amb el mot inicial.

## Fabricació

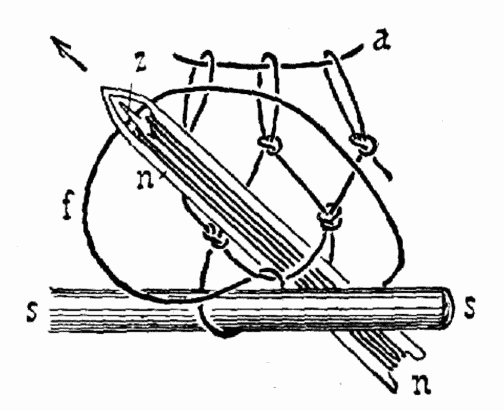
Un mètode per fer xarxes és fer grapes corbades amb una agulla de xarxa i un calibre. Clau: *a) corda marginal *f) bucle de la corba que s'està lligant *n) llançadora de la xarxa *s) calibre *z) llengüeta de la llançadora de la xarxa (fa més fàcil carregar la corda perquè no es torci mentre s'utilitza)

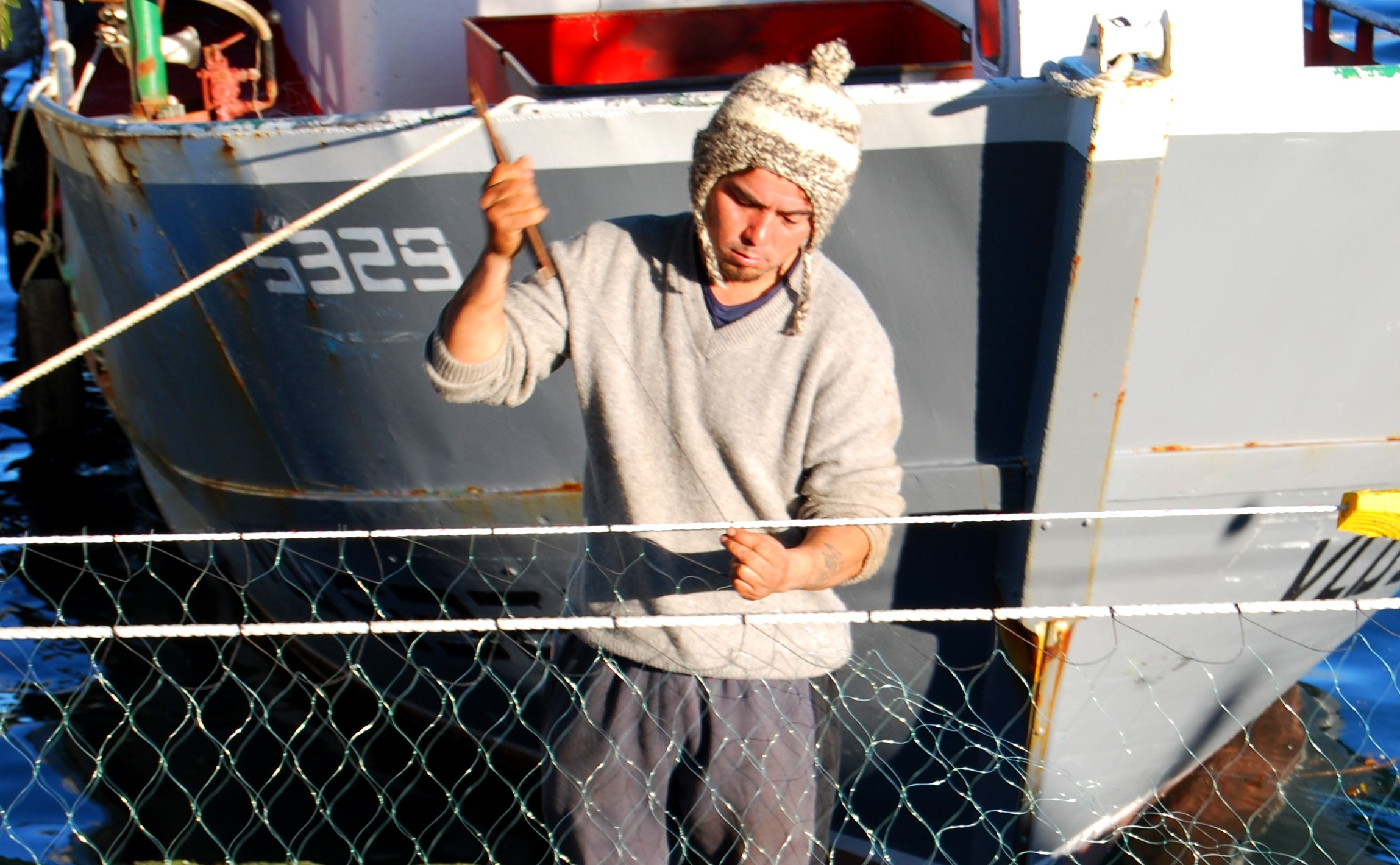
Un home arregla una xarxa; lligant un tros de xarxa a una nova corda de capçal.

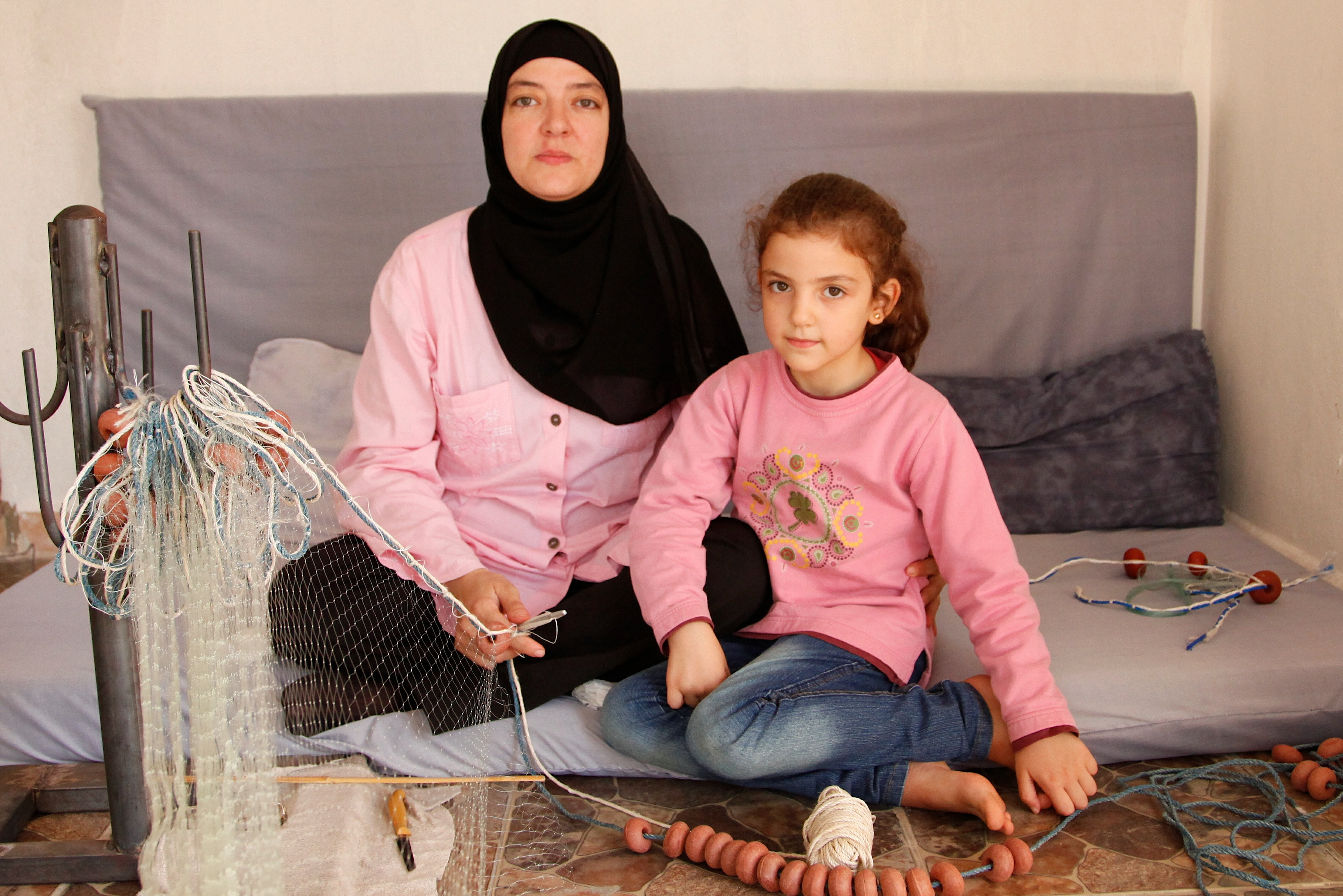
Algunes xarxes encara es fan a mà. Aquesta imatge de 2013 mostra una refugiada siriana al Líban a casa seva, nuant manualment una xarxa de pesca destinada a la venda.

Originalment, totes les xarxes es feien a mà. La seva confecció, majoritàriament expressada des del punt de vista dels usos pesquers, comença des d'un únic punt i amb una línia lligada a una corda a intervals regulars, de manera que es creen un seguit de bucles. A mesura que els nusos s'entrecreuen en una malla creixent, es poden trobar xarxes i tipologies de nusos molt diverses i de complexitat molt variada, segons la finalitat, l'origen territorial i de l'etapa de la història en què un exemplar hagi estat confeccionat. Hi ha des de nusos lliscants fins a ganxos de clau. Algunes xarxes, com ara les hamaques, poden fer-se amb enllaços en lloc de nusos. La teixidura i posterior acte de remallar xarxes ha estat una de les contribucions laborals de la dona al llarg de la història en l'economia familiar de moltes cultures i civilitzacions.
Per evitar portar un llarg fil solt després de cada nus, el fil s'enrotlla sobre una llançadora de xarxa o una agulla de xarxa. Això s'ha de fer correctament per evitar que es torci a mesura que s'utilitza, però fa que la producció neta sigui molt més ràpida. Es fa servir un calibre, sovint un pal llis, per mantenir els bucles de la mateixa mida i la malla uniforme. La primera i l'última fila es fan generalment amb un mesurador de mitja mida, de manera que les vores de la xarxa siguin llises. També hi ha xarxes sense nusos.
Algunes xarxes encara tenen la forma requerida pel seu ús final.
La concentració d'estrès a les vores de la xarxa, quan s'ha començat a esquinçar, sovint fa que es trenqui més, cosa que fa que les reparacions oportunes siguin importants. Reparar xarxes a mà encara és una habilitat rellevant per a aquells que treballen amb elles.

## Materials
Les xarxes es poden fer usant gairebé qualsevol mena de fibra. Els materials de xarxa tradicionals variaven amb el que estava disponible localment; Les primeres xarxes de pesca europees sovint es feien de lli, per exemple. Els sintètics més duradors són ara bastant universals. Les xarxes de monofilament de niló són transparents i, per tant, s'empren sovint per a la pesca i la captura.

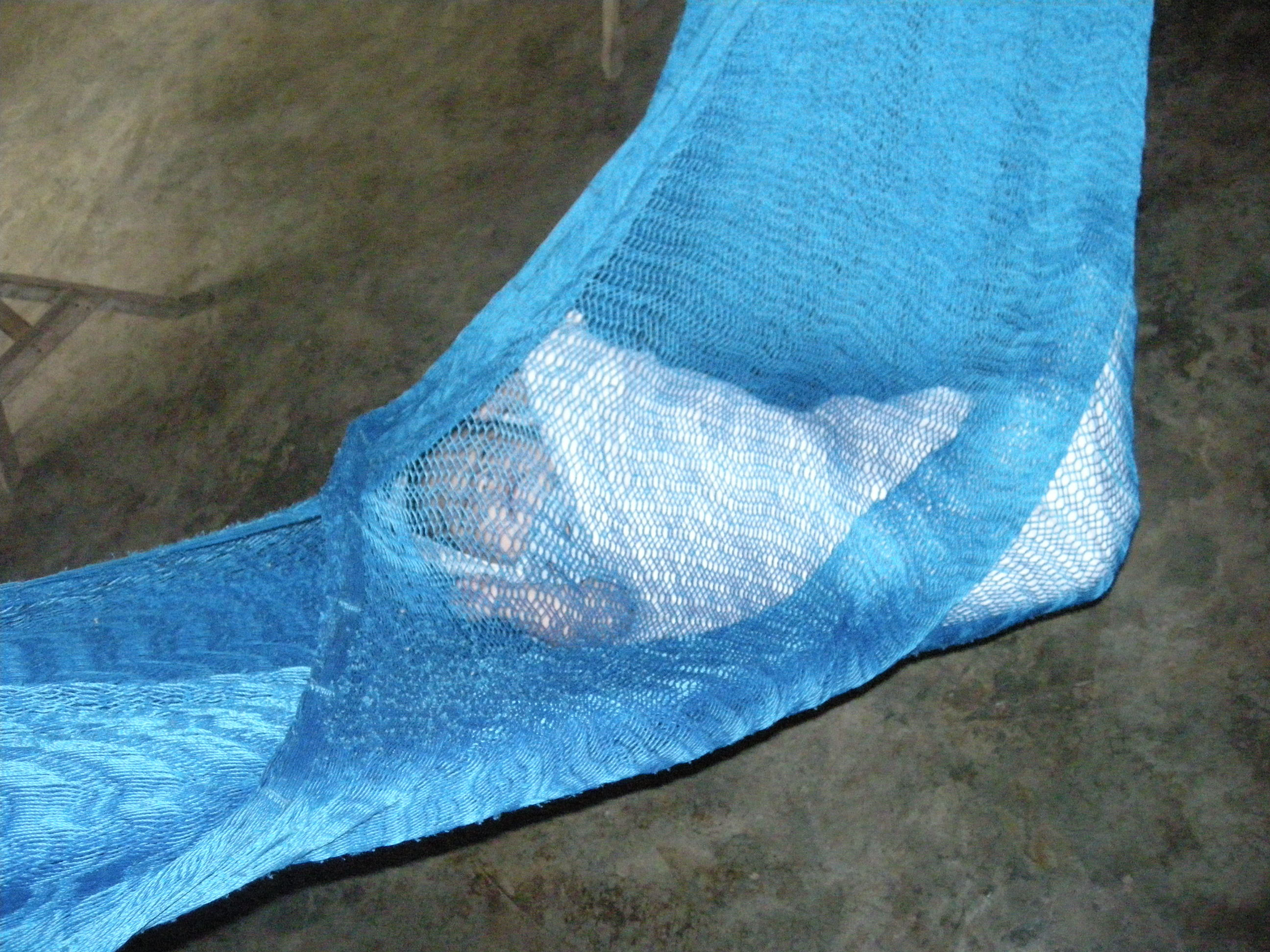
La xarxa retorçada d'una hamaca maia és molt elàstica, la qual cosa permet subjectar aquest nadó adormit de manera segura.

L'elecció del material utilitzat també afecta les propietats estructurals de la xarxa. Les xarxes es dissenyen i construeixen per a la seva finalitat específica modificant els paràmetres del teixit i el material fet servir. Les xarxes de seguretat, per exemple, han de frenar la persona que les colpeja gradualment, generalment tenint una corba còncava cap amunt tensió-deformació, on la quantitat de força necessària per estirar la xarxa augmenta com més s'estira la xarxa.

## Usos
D'entre els diversos usos de les xarxes, el seu ús probablement més antic és la caça. Les xarxes de captura d'animals inclouen les xarxes de pesca, xarxes de papallona, xarxes d'ocells i xarxes de trampa com ara bosses i xarxes llargues. Algunes estan dissenyades per no fer mal als animals capturats. També es poden utilitzar xarxes de camuflatge. Atès el seu ús per a la caça d'animals, se'n deriva l'aplicació bèl·lica. En l'època romana, alguns gladiadors romans, concretament els coneguts com a reciaris, lluitaven generalment amb una xarxa, un trident i una daga. Diversos segles després, les noves tecnologies i la indústria armamentística han generat xarxes antisubmarines i xarxes antitorpedes, que poden ser col·locades pels vaixells que posen xarxes.

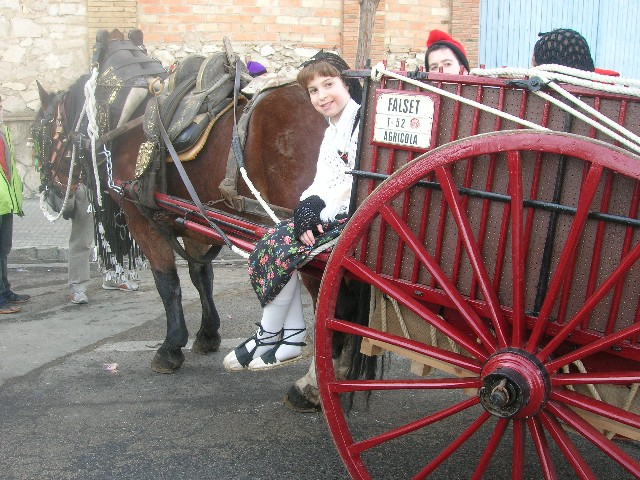
Nenes amb ret, mitenes i espardenyes. El nen porta una barretina

A més a més, les xarxes s'usen com a eines de càrrega i com a bosses pel transport. Algunes verdures, com les cebes, sovint s'envien en aquest format. No només això, sinó que també tenen un ús en què les persones en són la càrrega, com per exemple hamaques, xarxes de seguretat i mosquiteres. Alguns mobles inclouen una xarxa estirada sobre un marc. Els vaixells multibucs poden tenir trampolins de xarxa enfilats entre els seus bucs.
Les xarxes s'usen també, en l'àmbit esportiu, en porteries i en jocs com el futbol, el bàsquet i l'hoquei sobre gel. Una xarxa separa els oponents en diversos esports de xarxa com el voleibol, el tenis, el bàdminton i el tenis de taula, on la pilota o el volant han de passar per sobre de la xarxa per romandre en joc. Una xarxa també es pot fer servir per seguretat durant la pràctica, com en el criquet.
Les xarxes de cabell, els encaixos i els brodats de xarxa són xarxes de confecció. El mateix concepte del tèxtil és sovint l'entramat en forma de xarxa de fils, cordes o altres materials.

## Indumentària tradicional
El vestit tradicional femení a Catalunya inclou tres peces de xarxa: un ret i dues mitenes.